# Đập Belo Monte

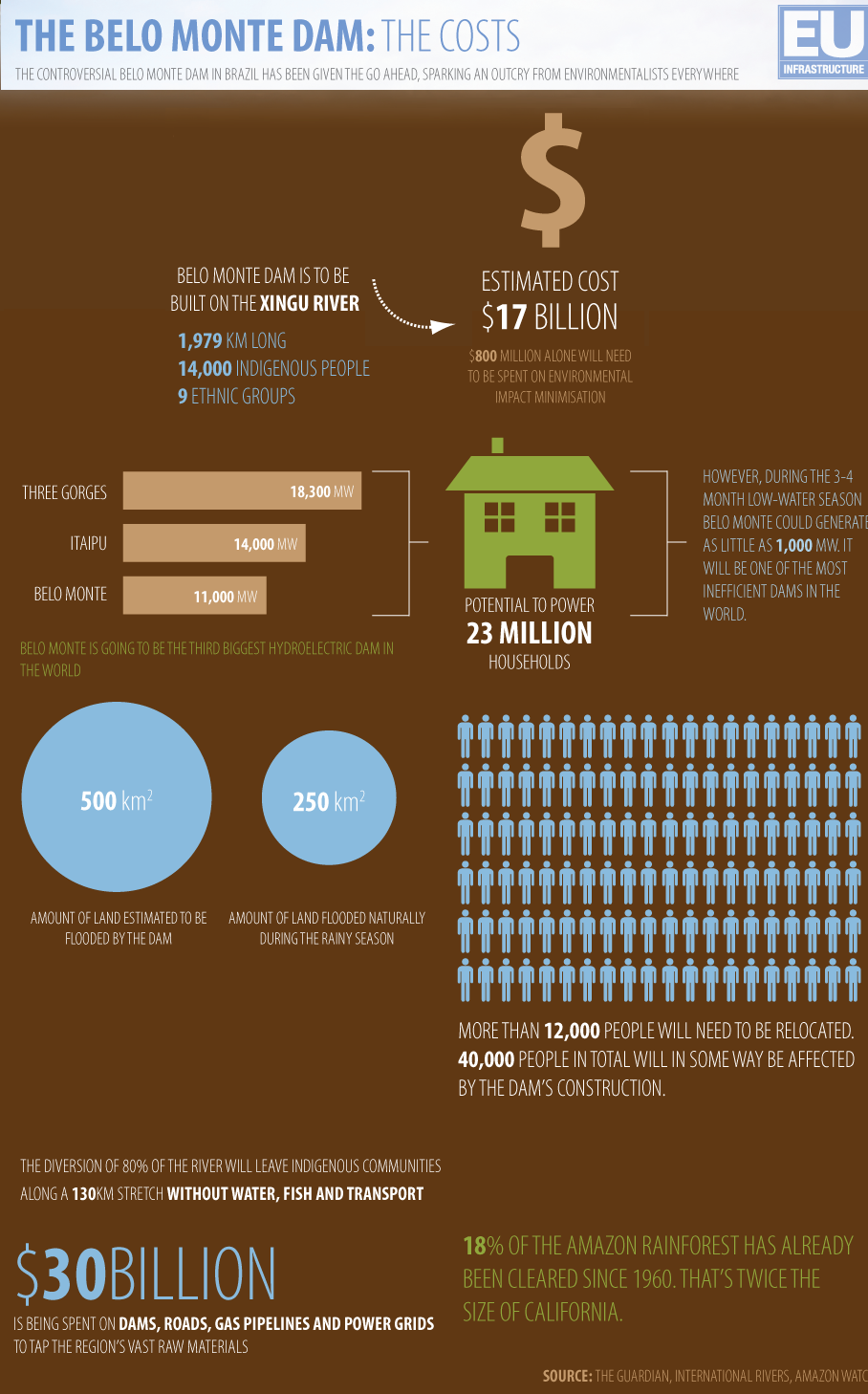
Infographic về chi phí của đập Belo Monte

Đập Belo Monte (trước đây gọi là Kararaô) là một phức hợp đập thủy điện nằm ở phía bắc của sông Xingu, bang Pará, Brazil. Công suất lắp đặt theo thiết kế của tổ hợp đập sẽ là 11.233   megawatt (MW), trở thành đập thủy điện lớn thứ 2 tại Brazil và lớn thứ tư trên thế giới về công suất lắp đặt,  sau đập Tam Hiệp và đập Xiluodu, Trung Quốc và  đập Itaipu, biên giới Brazil - Paraquay.
Tua bin đầu tiên phát điện vào ngày 5 tháng 5 năm 2016. Tính đến tháng 5 năm 2019, tất cả các tuabin tại Pimental và 13 tuabin trong nhà máy điện chính đều đưa vào hoạt động với tổng công suất lắp đặt là 8.176.1   megawatt (MW). Nhà máy điện dự kiến hoàn thành vào năm 2020.